# کریستین گیلبرت
کریستین گیلبرت (انگلیسی: Kristen Gilbert؛ زادهٔ ۱۳ نوامبر ۱۹۶۷) پرستار، و آدم‌کشی زنجیره‌ای اهل ایالات متحده آمریکا است. دادگاه آمریکا وی را به قتل ۵ تن و تلاش برای کشتن دو شخص محکوم کرد.